# Avery Skinner
Pour les articles homonymes, voir Skinner.
Avery Skinner est une joueuse américaine de volley-ball née le 25 avril 1999 à Katy, au Texas. Elle a remporté avec l'équipe des États-Unis la médaille d'argent du tournoi féminin aux Jeux olympiques d'été de 2024, organisés à Paris.
Le 11 mars 2025, elle s'incline en finale de la Challenge Cup après la défaite de son équipe de Chieri '76 lors du match retour face au Rome Volley Club.